# Cholmogorskij rajon
Il Cholmogorskij rajon (in russo Холмогорский муниципальный район?) è un distretto dell'oblast' di Arcangelo, in Russia, collocato nella sua parte centrale. Il suo centro amministrativo è il villaggio di Cholmogory. La superficie del distretto è di 16.800 km² e la popolazione è di 30.797 abitanti (al 2002).
Il famoso scienziato russo Michail Vasil'evič Lomonosov è nato in un villaggio di questo distretto, che ha poi assunto in suo onore il nome di Lomonosovo.

## Insediamenti rurali
- Municipal'noe obrazovanie Belogorskoe
- Municipal'noe obrazovanie Dvinskoe
- Municipal'noe obrazovanie Emeckoe
- Municipal'noe obrazovanie Začač'evskoe
- Municipal'noe obrazovanie Kechotskoe
- Municipal'noe obrazovanie Kojdokurskoe
- Municipal'noe obrazovanie Kopačëvskoe
- Municipal'noe obrazovanie Leunovskoe
- Municipal'noe obrazovanie Lomonosovskoe
- Municipal'noe obrazovanie Lukoveckoe
- Municipal'noe obrazovanie Matigorskoe
- Municipal'noe obrazovanie Rakul'skoe
- Municipal'noe obrazovanie Svetlozerskoe
- Municipal'noe obrazovanie Seleckoe
- Municipal'noe obrazovanie Ust'Pinežskoe
- Municipal'noe obrazovanie Uchtostrovskoe
- Municipal'noe obrazovanie Chavrogorskoe
- Municipal'noe obrazovanie Cholmogorskoe